# Dies a Birmània
Dies a Birmània, també titulada La Marca, és la primera novel·la de l'escriptor britànic George Orwell. Es va publicar el 1934, Ambientada a la Birmània britànica durant els dies minvant de l'imperi, quan Birmània va ser governada des de Delhi com a part de l'Índia britànica, la novel·la serveix com "un retrat del costat fosc de la Raj britànic". Al centre de la novel·la hi ha John Flory, "l'individu sol i mancat atrapat dins d'un sistema més gran que està soscavant el millor costat de la naturalesa humana". La novel·la descriu "tant la corrupció indígena com el fanatisme imperial" en una societat on , "al cap i a la fi, els nadius eren nadius, interessant, sens dubte, però finalment... un poble inferior".
Birmese Days es va publicar per primera vegada "més lluny", als Estats Units, per la preocupació que podria ser difamatori; que l'autèntica ciutat provincial de Katha havia estat descrita de manera massa realista; i que alguns dels seus personatges de ficció es basaven massa en persones identificables. Una edició britànica, amb noms alterats, va aparèixer un any després. No obstant això, el dur retrat d'Orwell de la societat colonial va ser sentit per "algunes velles mans de Birmània" per haver "més aviat deixar el costat cap avall". En una carta de 1946, Orwell va escriure: "M'atreveixo a dir que és injust d'alguna manera i inexacte en alguns detalls, però gran part és simplement informant del que he vist".